# Aïcha (marque)
Pour les articles homonymes, voir Aïcha (homonymie).
Aïcha est une marque marocaine spécialisée dans l’agroalimentaire, connue pour ses confitures, sauces tomates, huiles, thon, harissa, olives et autres produits de grande consommation. Fondée en 1929 à Meknès par les Français Paul Sibut et Neyron, la marque est présente dans l'imaginaire collectif marocain grâce à sa mascotte, la petite fille Aïcha, présente sur tous les emballages.

## Histoire
La marque Aïcha a été créée en 1929 à Meknès par Paul Sibut et Neyron, initialement orientée vers l'exportation de produits tels que la truffe blanche, les fruits au sirop et les légumes en conserve vers les marchés américains et européens.
En 1962, la famille Devico rachète l’entreprise, introduisant la production de confitures destinées au marché local. Cette même année, le premier laboratoire agroalimentaire du Maroc est créé sous la direction de Mardochée Devico.
En 1976, la petite fille aux nattes, dessinée par les créateurs d'Astérix, Albert Uderzo et René Goscinny, devient l’emblème de la marque, renforçant son identité visuelle et sa notoriété.

## Produits

Image d'un pot de confiture Aïcha.

Aïcha propose une large gamme de produits agroalimentaires, notamment :
- confitures : disponibles en 15 saveurs, dont fraise, abricot et fruits rouges ;
- sauces tomates : concentré de tomates et sauces préparées ;
- huiles : huile d’olive et huiles végétales raffinées ;
- condiments : olives, cornichons.

## Expansion et investissements
Aïcha exporte vers une quinzaine de pays en Europe et en Afrique subsaharienne. En 2014, l'entreprise emploie entre 800 et 900 collaborateurs directs et réalise un chiffre d'affaires compris entre 350 et 400 millions de dirhams.
En 2016, Aïcha porte son capital à 180 millions de dirhams pour soutenir ses projets de diversification, notamment dans la viticulture et le traitement écologique de l'huile d'olive.

## Communication et image de marque
La notoriété d’Aïcha repose en partie sur ses campagnes publicitaires innovantes. La mascotte Aïcha a été au centre de spots télévisés marquants, notamment aux côtés du chanteur de raï Khaled en 1997, associant la marque à la chanson éponyme.